# Dorsal (meteorologia)

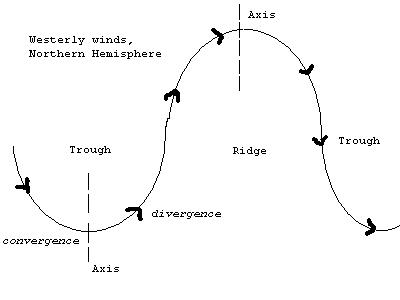
Representació d'una dorsal meteorològica a l'hemisferi nord (aquí ridge en anglès)

En meteorologia, una dorsal és una regió en forma allargada de pressió atmosfèrica relativament més alta que la del seu entorn, sense que sigui una circulació tancada. Normalment, les crestes no es representen en els mapes meteorològics encara que en alguns llocs es representa per línies contínues o discontínues amb un color diferenciat. Les dorsals es poden trobar en un mapa del temps a través de les isòbares que les distancien del centre d'alta pressió anticiclònica.
Les dorsals sorgeixen al centre dels anticiclons quan es troben entre dues depressions. El terme oposat d'una dorsal és un comellar o un tàlveg.
Les zones afectades per dorsals meteorològiques generalment presenten un temps estable, ja que les àrees de pluja tendeixen a trobar-se en àrees de baixa pressió.
Les dorsals són parts importants en l'anticiclogènesi, que és el procés de formació d'anticiclons.